# Daniel Albone

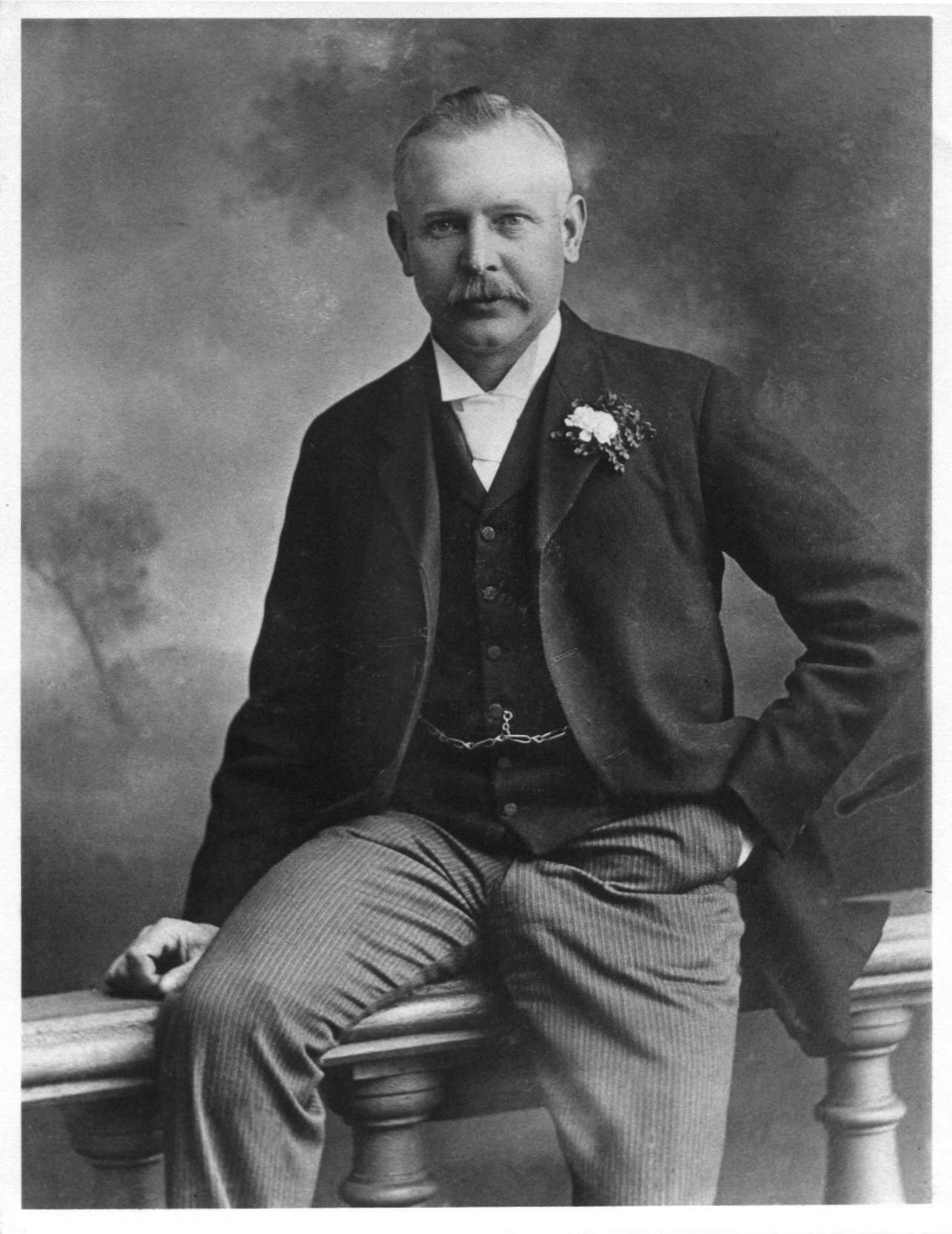
Daniel Albone im Jahr 1905

Daniel Albone (* 12. September 1860 in Biggleswade; † 30. Oktober 1906 ebenda) war ein britischer Fahrzeugkonstrukteur und Radrennfahrer.

## Leben
Daniel Albones Eltern Edward und Edith Albone betrieben das Pub Ongley Arms, das an der Great Road North in Biggleswade südlich der Brücke über den River Ivel lag. Daniel Albone war ihr achtes und jüngstes Kind. Die Erfindung des Fahrrades faszinierte den jungen Albone, der zu seinem neunten Geburtstag ein solches Gefährt bekam. Im Alter von 13 Jahren baute er sein erstes eigenes Fahrrad. Sieben Jahre später gründete er sein Unternehmen Ivel Cycle Works auf dem Grundstück hinter dem Pub in der heutigen Shortmead Street. 1880 gründete er außerdem den Biggleswade and District Bicycle Club und 1886 gehörte er zu den Gründungsmitgliedern des North Road Cycling Club. 
Albone entwarf und produzierte Fahrräder, Fahrräder mit Hilfsmotor, Motorräder, Automobile und Traktoren. Sein Interesse beim Fahrradbau lag auf der Geschwindigkeit: Zwei Angestellte seiner Firma schafften 1887 den Rekord von 301 Meilen in 24 Stunden auf Fahrrädern, die Albone entworfen hatte. Albone selbst gewann mehr als 180 Radrennen, darunter 1885 das offene Zwei-Meilen Rennen von Oundle und das One-Mile Open Handicap im Crystal Palace und 1888 das International Tricycle Scratch Race in Scheveningen. Das familieneigene Pub profitierte von den Radfahrern, die nicht nur ihre Räder bei Albone reparieren ließen, sondern auch einkehrten. Daniel Albone machte aus dem benachbarten Black Swan das Ivel Hotel.
1887 heiratete Daniel Albone Elizabeth Martha Moulden aus Hitchin. Aus der Ehe gingen der Sohn Stanley Dan (1889–1913) und die Tochter Alwyne Patricia (1900–1954) hervor.

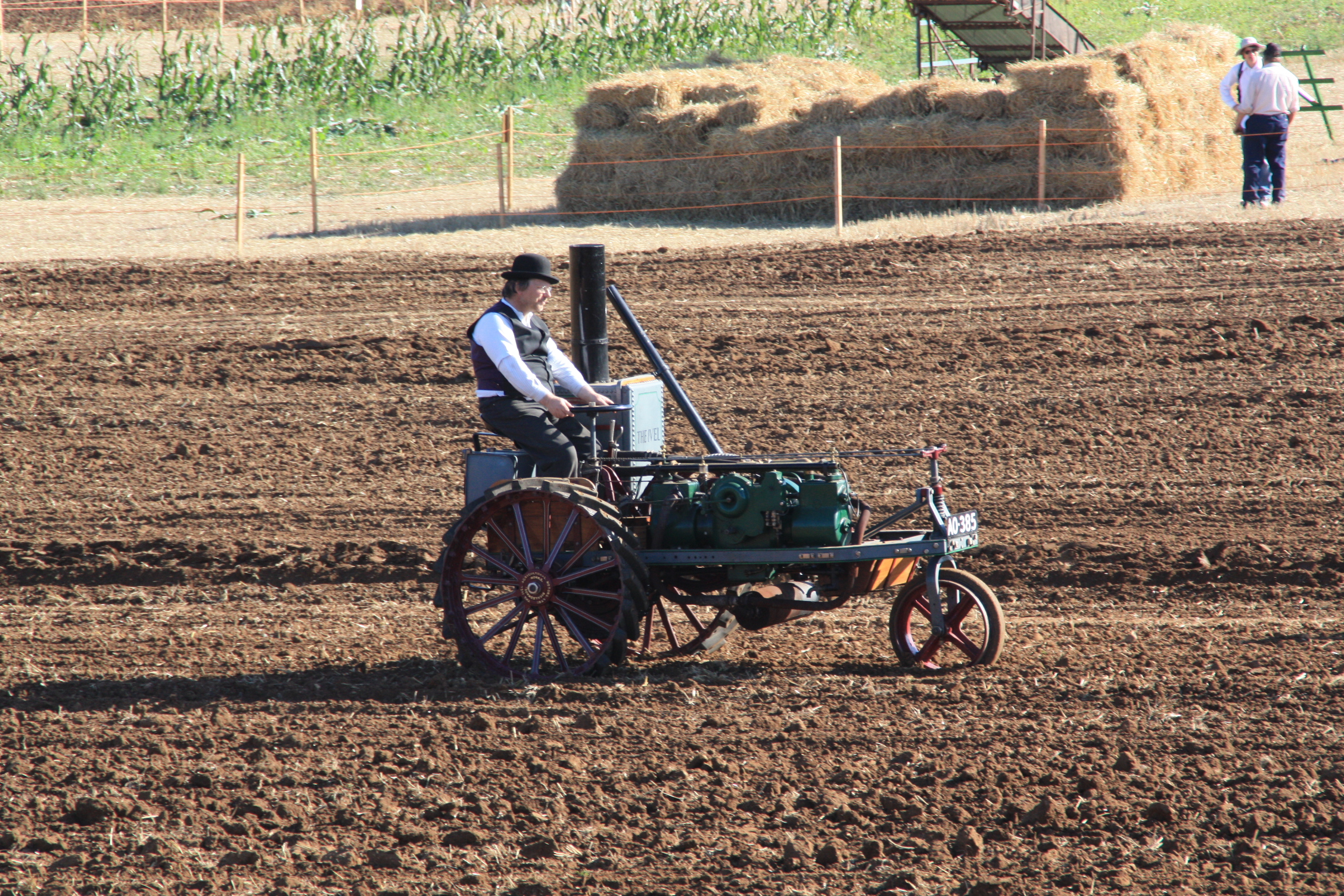
Ein Ivel-Traktor im Jahr 2009

Ende des 19. Jahrhunderts kaufte Daniel Albone sich ein Auto, einen Arnold-Benz, und wurde der lokale Vertreter für Benz. Bald darauf begann er, selbst Autos zu entwerfen und sie zu verkaufen. Den zweiten Wagen, den er konstruierte, verkaufte er für 500 Pfund an einen Mr Vyner. 
Sein dreirädriger benzingetriebener Traktor wurde 1903 und 1904 auf der Royals Agricultural Show jeweils mit einer Silbermedaille ausgezeichnet. Ungefähr 500 Traktoren wurden in Albones Unternehmen Ivel Agricultural Motors gebaut und nach Europa, Australien und Südamerika exportiert. In den USA wurden Ivel-Traktoren als Lizenzbauten hergestellt. Anfang des 21. Jahrhunderts waren noch sieben funktionstüchtige Ivel-Traktoren bekannt.
Daniel Albone starb im Alter von 46 Jahren an den Folgen eines Schlaganfalls und wurde am 2. November auf dem Friedhof in Biggleswade bestattet. Sein Unternehmen existierte bis ungefähr 1922; danach führte eine Familie namens Collings noch drei Jahrzehnte lang ein Geschäft für Motoren, Traktoren und agrikulturellen Bedarf in der Shortmead Street.